# FK Achgabat
Maillots
Le FK Achgabat est un club turkmène de football basé à Achgabat.

## Palmarès
- Championnat du Turkménistan (2)
  - Champion : 2007 et 2008

- Coupe du Turkménistan
  - Finaliste : 2011, 2016

- Supercoupe du Turkménistan
  - Vainqueur : 2007
  - Finaliste : 2008